# Nicole C. Mullen
Aileen Nicole Coleman-Mullen (Cincinnati, 3 januari 1967) is een Amerikaanse singer-songwriter en choreografe.

## Biografie
Terwijl ze studeerde aan het Christ for the Nations Institute in Dallas, voegde ze zich bij de zanggroep Living Praise en begon ze een muziekcarrière na te streven. Onder de naam Nicole nam ze haar eerste soloalbum Don't Let Me Go op bij het onafhankelijke label Frontline Records, geproduceerd door Tim Miner. Ze vervolgde haar zang/songwriter/choreografie-carrière tijdens de jaren 1990, zong in de achtergrond bij Michael W. Smith en de Newsboys, schreef voor Jaci Velasquez en werkte als danseres en choreografe met Amy Grant.
Ze leverde ook de achtergrondzang voor de muziekvideo aan het eind van het VeggieTales-programma Larry-Boy and the Fib from Outer Space! en de opening van de VeggieTales-presentatie Larry-Boy and the Rumor Weed. Ze tekende bij Word Records in 1998 van VP Records A&R Brent Bourgeois. Haar vierde album Talk About It werd op 15 april 2008 onderscheiden met goud voor de verkoop van meer dan 500.000 exemplaren.

## Verdere activiteiten
Mullen richtte de vraagbaak The Baby Girls Club op voor meiden, waar ze jeugd begeleidde door de kunsten. Mullen is ook actief bij het International Needs Network Ghana, een organisatie die werkt om Trokosi-slaven in Ghana te bevrijden.

## Privéleven
Mullen was twee keer getrouwd. Tijdens haar eerste huwelijk onderging ze fysieke en geestelijke mishandelingen. In 1993 trouwde ze met de zanger, songwriter en muziekproducent David Mullen. Ze scheidden weer in 2014. In een Facebook-mail vermeldde ze bijbelse redenen voor de scheiding. Ze hebben drie kinderen, een dochter en twee zoons, waarvan er een is geadopteerd.
In 2016 werd bekendgemaakt dat Mullen was begonnen aan een relatie met predikant/zanger Donnie McClurkin.

## Discografie
Studioalbums
- 1991: Don't Let Me Go
- 1992: Wish Me Love
- 2000: Nicole C. Mullen
- 2001: Talk About It
- 2002: Christmas in Black & White
- 2004: Everyday People
- 2007: Sharecropper's Seed, Vol. 1
- 2008: A Dream to Believe In, Vol. 2
- 2011: Captivated
- 2013: Crown Him: Hymns Old & New
- 2018: Like Never Before

Live
- 2003: Live from Cincinnati: Bringin' It Home

Compilaties
- 2001: Following His Hand: A Ten Year Journey
- 2006: Redeemer: The Best of Nicole C. Mullen
- 2009: The Ultimate Collection